# Stammesmühle
Stammesmühle (fränkisch: Schdameas-mil) ist ein Gemeindeteil der Gemeinde Großhabersdorf im Landkreis Fürth (Mittelfranken, Bayern). Stammesmühle liegt in der Gemarkung Großhabersdorf.

## Geographie
Die ehemalige Einöde ist mittlerweile als Haus Nr. 45 der Rothenburger Straße aufgegangen. Sie liegt am Neubach, einem linken Zufluss der Bibert. Im Nordwesten erhebt sich der Fronberg. Südlich des Hauses liegt das Großhabersdorfer Freibad.

## Geschichte
Die Mühle wurde Mitte des 17. Jahrhunderts erbaut.
Gegen Ende des 18. Jahrhunderts gehörte die Stammesmühle zur Realgemeinde Großhabersdorf. Die Mühle hatte das brandenburg-ansbachische Kastenamt Cadolzburg als Grundherrn. Unter der preußischen Verwaltung (1792–1806) des Fürstentums Ansbach erhielt die Stammesmühle die Hausnummern 58 und 59 des Ortes Großhabersdorf.
Von 1797 bis 1808 unterstand der Ort dem Justiz- und Kammeramt Cadolzburg. Im Rahmen des Gemeindeedikts wurde Stammesmühle dem 1808 gebildeten Steuerdistrikt Großhabersdorf und der im selben Jahr gegründeten Ruralgemeinde Großhabersdorf zugeordnet.

### Baudenkmal
- Rothenburger Straße 45: Wohn- und Mühlengebäude mit Scheune und Altsitz[8]

### Einwohnerentwicklung
| Jahr      | 001840 | 001861 | 001871 | 001885 | 001900 | 001925 | 001950 | 001961 | 001970 | 001987 |
| Einwohner | 4      | *      | 17     | 7      | 7      | 7      | 6      | 5      | 4      | *      |
| Häuser    | 1      |        |        | 2      | 2      | 1      | 1      | 1      |        | *      |
| Quelle    | [ 10 ] | [ 11 ] | [ 12 ] | [ 13 ] | [ 14 ] | [ 15 ] | [ 16 ] | [ 17 ] | [ 18 ] | [ 19 ] |

## Religion
Die Einwohner evangelisch-lutherischer Konfession sind nach St. Walburg (Großhabersdorf) gepfarrt, die Einwohner römisch-katholischer Konfession sind nach St. Walburga (Großhabersdorf) gepfarrt.

## Verkehr
Etwa 100 Meter östlich befindet sich die Bushaltestelle Großhabersdorf Freibad an der Linie 113 des Omnibusverkehr Franken. Einzelne Fahrten verbinden den Ort mit den Bahnhöfen Gustav-Adolf-Straße und Fürth Hauptbahnhof der U-Bahn sowie im Schülerverkehr mit dem Dietrich-Bonhoeffer-Gymnasium Oberasbach und der Staatlichen Realschule Zirndorf.